# Delia Matache/Diskografie
Diese Diskografie ist eine Übersicht über die musikalischen Werke der rumänischen Sängerin Delia Matache sowie des Duos N&D, in dem sie von 1999 bis 2003 Mitglied war. Die genauen Verkaufszahlen ihrer Tonträger sind jedoch unbekannt, da ihre jetzige Plattenfirma bisher hierzu keine genauen Angaben machte. Experten schätzen aber, dass Matache bisher ungefähr 50.000 bis 100.000 Tonträger allein in ihrem Heimatland verkaufte.

## Alben

### Studioalben
| Jahr | Titel Musiklabel                    | Höchstplatzierung, Gesamtwochen, AuszeichnungChartsChartplatzierungen (Jahr, Titel, Musiklabel, Platzierungen, Wochen, Auszeichnungen, Anmerkungen) | Anmerkungen                                     |
| Jahr | Titel Musiklabel                    | RO | Anmerkungen                                     |
| ---- | ----------------------------------- | --- | ----------------------------------------------- |
| 1999 | Altfel Cat Music                    | — | Erstveröffentlichung: 21. November 1999 mit N&D |
| 2000 | Fac de vreau Cat Music              | — | Erstveröffentlichung: 26. Februar 2000 mit N&D  |
| 2001 | Nu e vina mea MediaPro Music        | — | Erstveröffentlichung: 1. Januar 2001 mit N&D    |
| 2002 | Nu vreau să te pierd MediaPro Music | — | Erstveröffentlichung: 15. Mai 2002 mit N&D      |
| 2003 | Explosion Cat Music                 | — | Erstveröffentlichung: 16. Juli 2003 mit N&D     |
| 2003 | Parfum de fericire Cat Music        | — | Erstveröffentlichung: 18. Juli 2003             |
| 2006 | Listen Up! Cat Music                | — | Erstveröffentlichung: 29. Juni 2009             |
| 2015 | Pe aripi de vânt Cat Music          | — | Erstveröffentlichung: 5. März 2015              |
| 2016 | Deliria CatMusic                    | — | Erstveröffentlichung: 2. April 2016             |
| 2020 | 7 Global Records                    | — | Erstveröffentlichung: 11. Februar 2020          |
| 2023 | FLEX Global Records                 | — | Erstveröffentlichung: 7. November 2023          |

### Livealben
- 2017: Live

### Kompilationen
- 2019: Acadelia

## Singles

### Als Leadmusikerin
| Jahr | Titel Album                     | Höchstplatzierung, Gesamtwochen, AuszeichnungChartsChartplatzierungen (Jahr, Titel, Album, Platzierungen, Wochen, Auszeichnungen, Anmerkungen) | Anmerkungen                                             |
| Jahr | Titel Album                     | RO | Anmerkungen                                             |
| ---- | ------------------------------- | --- | ------------------------------------------------------- |
| 2011 | Dale Pe aripi de vânt           | — | Erstveröffentlichung: 16. Juni 2011                     |
| 2012 | Omadeo Pe aripi de vânt         | — | Erstveröffentlichung: 7. März 2012                      |
| 2012 | Wuella Wuella Pe aripi de vânt  | — | Erstveröffentlichung: 13. Juli 2012                     |
| 2014 | Ipotecat Pe aripi de vânt       | RO10 (1 Wo.)RO | Erstveröffentlichung: 20. Februar 2020 feat. UDDI       |
| 2014 | Pe aripi de vânt                | RO9 (1 Wo.)RO | Erstveröffentlichung: 16. September 2014                |
| 2015 | Inimi desenate Pe aripi de vânt | RO9 (1 Wo.)RO | Erstveröffentlichung: 2. März 2015                      |
| 2015 | Da, mamă Deliria                | RO7 (1 Wo.)RO | Erstveröffentlichung: 29. Juni 2015                     |
| 2016 | Gura ta Deliria                 | RO7 (1 Wo.)RO | Erstveröffentlichung: 21. Januar 2016 feat. Deepcentral |
| 2016 | Ce are ea Deliria               | RO9 (1 Wo.)RO | Erstveröffentlichung: 26. April 2016                    |
| 2016 | Cine m-a făcut om mare Deliria  | RO6 (2 Wo.)RO | Erstveröffentlichung: 3. Oktober 2016                   |
| 2017 | Rămâi cu bine 7                 | RO8 (1 Wo.)RO | Erstveröffentlichung: 1. Mai 2017 feat. Macanache       |
| 2018 | Du-te-mă 7                      | RO8 (1 Wo.)RO | Erstveröffentlichung: 29. März 2018                     |
| 2018 | Despablito 7                    | RO9 (2 Wo.)RO | Erstveröffentlichung: 13. Juli 2018 feat. Grasu XXL     |
| 2018 | Trăiește frumos 7               | RO8 (1 Wo.)RO | Erstveröffentlichung: 4. Dezember 2018                  |
| 2019 | Rămâi 7                         | RO10 (1 Wo.)RO | Erstveröffentlichung: 1. April 2019 feat. The Motans    |
| 2019 | Să-mi cânți 7                   | RO10 (1 Wo.)RO | Erstveröffentlichung: 24. September 2019                |
| 2020 | Aruncă-mă 7                     | RO10 (1 Wo.)RO | Erstveröffentlichung: 13. Januar 2020                   |
| 2020 | Cum era FLEX                    | RO7 (1 Wo.)RO | Erstveröffentlichung: 6. April 2020                     |
| 2023 | Lololo FLEX                     | RO7 (1 Wo.)RO | Erstveröffentlichung: 25. März 2023                     |

Weitere Singles
- 2009: Vino la mine
- 2009: Let It Rain
- 2010: Sunshine
- 2012: Africana
- 2013: Cineva la ușa mea
- 2013: Doi în unu (feat. Mihai Bendeac)
- 2014: A lu’Mamaia (feat. Speak)
- 2016: Fulg
- 2016: 1234 (Unde dragoste nu e)
- 2017: Verde Împărat
- 2017: Fata lu'tata
- 2018: Vreau la țară
- 2019: Dragoste cu dinți
- 2019: De azi pââââână de crăciun
- 2021: Racheta
- 2021: Între noi
- 2022: OTZL GLTZ
- 2022: Tot ce vrei (feat. Adrian Despot)
- 2023: SKNDL (feat. HVNDS)
- 2023: Gustul care te fură
- 2023: Sirena apelor
- 2023: Fără te merau (feat. Connect-R)

### Als Gastmusikerin
| Jahr | Titel Album           | Höchstplatzierung, Gesamtwochen, AuszeichnungChartsChartplatzierungen (Jahr, Titel, Album, Platzierungen, Wochen, Auszeichnungen, Anmerkungen) | Anmerkungen                                                           |
| Jahr | Titel Album           | RO | Anmerkungen                                                           |
| ---- | --------------------- | --- | --------------------------------------------------------------------- |
| 2015 | Cum ne noi Deliria    | RO5 (1 Wo.)RO | Erstveröffentlichung: 14. Mai 2015 Carla's Dreams feat. Delia Matache |
| 2017 | Weekend 7             | RO1 (… Wo.)RO | Erstveröffentlichung: 25. Februar 2017 The Motans feat. Delia Matache |
| 2020 | Ne vedem noi –        | RO1 (15 Wo.)RO | Erstveröffentlichung: 5. Oktober 2020 Smiley feat. Delia Matache      |
| 2022 | Cum am știut FLEX     | RO2 (6 Wo.)RO | Erstveröffentlichung: 22. April 2022 Killa Fonic feat. Delia Matache  |
| 2022 | Inima mea de 16 ani – | RO6 (1 Wo.)RO | Erstveröffentlichung: 16. September 2022 Taxi feat. Delia Matache     |

Weitere Gastbeiträge
- 2010: Dulce (Narcotic Sound feat. Delia Matache)
- 2012: Gone (Bibanu MixXL, Puya feat. Delia Matache)
- 2012: Aproape de tine (F. Charm feat. Delia Matache)
- 2013: Love Me (Sunrise Inc. feat. Delia Matache)
- 2013: La fel (Bibanu MixXL feat. Delia Matache)
- 2013: În culori (Gojira & Planet H feat. Delia Matache)
- 2013: Anii ce vin (Mike Angello, UDDI feat. Delia Matache)
- 2014: Inima nu vrea (Horia Brenciu feat. Delia Matache)
- 2016: Atât de trist (Taxi feat. Delia Matache)
- 2016: Mona (Damian & Brothers feat. Delia Matache)
- 2017: Inima (Carla's Dreams feat. Delia Matache)
- 2021: În Rai (Nane feat. Delia Matache)

### Beiträge für Soundtracks
- 2023: Miami (feat. Johny Romano, Soundtrack zu Miami Bici 2 The Movie)

### Musikvideos
| Jahr | Titel                          | Regisseur(e)                             |
| ---- | ------------------------------ | ---------------------------------------- |
| 2000 | Un calculator, o șansă în plus | Petre Năstase                            |
| 2003 | Parfum de fericire             | ―                                        |
| 2003 | Ce vor de la mine              | ―                                        |
| 2006 | Ziua ta                        | ―                                        |
| 2006 | Sufletul meu                   | ―                                        |
| 2006 | Secretul Mariei                | ―                                        |
| 2006 | Listen Up                      | Iulian Moga                              |
| 2009 | Let It Rain                    | Iulian Moga                              |
| 2011 | Dale                           | Spike                                    |
| 2012 | Omadeo                         | Delia Matache                            |
| 2012 | Wuella Wuella                  | Delia Matache                            |
| 2012 | Gone                           | Vision Production                        |
| 2012 | Africana                       | Delia Matache                            |
| 2012 | Aproape de tine                | Florin Botea                             |
| 2013 | la-mă de mână                  | Florin Botea                             |
| 2013 | Doi în unu                     | CevaDeVis                                |
| 2013 | Inevitabil va fi bine          | Iulian Moga                              |
| 2013 | Love Me                        | Alex Ceaușu                              |
| 2013 | U (Fighting with my Ghosts)    | CevaDeVis                                |
| 2013 | La fel                         | Richard Stan, Bibanu MixXL               |
| 2013 | Doar pentru tine               | Vlad Vaneșan                             |
| 2014 | Ipotecat                       | CevaDeVis                                |
| 2014 | A lu’Mamaia                    | Spike                                    |
| 2014 | Pe aripi de vânt               | CevaDeVis                                |
| 2014 | Inima de vrea                  | Bogdan Daragiu                           |
| 2015 | Inima desenate                 | CevaDeVis                                |
| 2015 | Cum ne noi                     | Bogdan Daragiu                           |
| 2015 | Da, mamă                       | Barna Nemethi                            |
| 2016 | Gura ta                        | Bogdan Daragiu                           |
| 2016 | Atât de trist                  | Ironic                                   |
| 2016 | Ce are ea                      | ―                                        |
| 2016 | Ceai, mami                     | Alex Coteț                               |
| 2016 | 1234 (Unde dragoste nu e)      | Alec Ceaușu                              |
| 2016 | Cine m-a făcut om mare         | Vlad Fenesan                             |
| 2017 | Weekend                        | Ionuț Trandafir                          |
| 2017 | Rămâi cu bine                  | Alex Ceaușu                              |
| 2017 | Inadaptat                      | Ironic                                   |
| 2017 | Verde Împărat                  | Alex Ceaușu                              |
| 2017 | Fata lu’tata                   | Alex Ceaușu                              |
| 2017 | Inima                          | Roman Burlaca                            |
| 2018 | Du-te-mă                       | Bogdan Păun                              |
| 2018 | Despablito                     | Bogdan Păun                              |
| 2018 | Acadele                        | Alex Ceaușu                              |
| 2018 | Trăiește frumos                | Alex Ceaușu                              |
| 2019 | Rămâi                          | Bogdan Păun                              |
| 2019 | Vreau la țară                  | Alex Ceaușu                              |
| 2019 | Dragoste cu dinți              | Bogdan Daragiu                           |
| 2019 | Să-mi cânți                    | Alex Ceaușu                              |
| 2020 | Aruncă-mă                      | Bogdan Daragiu                           |
| 2020 | Cum era                        | Alex Ceaușu                              |
| 2021 | În Rai                         | Bogdan Păun                              |
| 2021 | Racheta                        | Andrei Tudor Popa                        |
| 2021 | Între noi                      | Bogdan Daragiu                           |
| 2022 | Cum am știut                   | Paul Tatcu, Cristina Poszet, Andra Marta |
| 2022 | OTZL GLTZ                      | Alex Muresan                             |

## Statistik

### Chartauswertung
|                       | RO     |
| --------------------- | ------ |
| Nummer-eins-Singles   | RO2RO  |
| Top-10-Singles        | RO21RO |
| Singles in den Charts | RO21RO |